# Districte de Barranco
|  | Per a altres significats, vegeu «Wendy Barranco». |

Barranco és un districte de la Província de Lima, Perú. El seu alcalde és Felipe Antonio Mezarina Tong. El nom Barranco és descriptiu de la seva topografia, presentant cases i restaurants dins i al voltant d'un barranc prop d'un penya-segat que dona sobre una banda sorrenca que va de Miraflores a Chorrillos (ara flanquejat per una autopista, Avinguda Costa).
El districte és considerat el més romàntic i bohemi, sent la casa i estudi de molts artistes del Perú, músics, dissenyadors i fotògrafs. Al segle xix, era un centre turístic de platges de moda per a l'aristocràcia de Lima, i molta gent solia passar l'estiu aquí o al veí Chorrillos. Avui, les platges de Barranco són de les més populars a la comunitat de surf mundial, i una marina completada en 2008 proporciona serveis moderns per al seu club nàutic.
Hi ha un bonic passeig fins al mar, anomenat Bajada de los Baños . Creuant aquest passeig està el Puente de los Suspiros. La llegenda diu que la filla d'un home ric que vivia en una de les grans cases que falquegen el passeig es va enamorar d'un humil escombriaire. El seu pare va prohibir la relació, i ella passava els dies esperant veure a la finestra el seu estimat. Els que caminaven per sobre del pont podien sentir els seus sospirs queixosos. A l'altre costat del pont hi ha un parc amb una estàtua de la cantant i compositora de Barranco, Chabuca Granda.
Barranco té moltes cases d'estil colonial i Republicà (anomenats "casonas"), parcs i carrers, i vistes al mar atractives. El museu d'art contemporani de Lima, el MAC, és a Barranco, així com el Museo Pedro de Osma, que ofereix una de les millors col·leccions d'art colonial i és un dels millors exemples de l'estil arquitectònic de finals del segle xix. El districte inclou restaurants nombrosos, cabarets, discoteques, bars i peñas on pot gaudir d'espectacles de música peruans. A l'avinguda Pedro de Osma, es veuen les restes de l'antic tramvia (originalment un ferrocarril entre Chorrillos/La Herradura i Lima).
Els penya-segats de Chorrillos protegeixen Barranco dels vents més freds i més humits que venen del Sud. Com a resultat, Barranco té un microclima únic que és més càlid i més sec que el dels altres districtes de Lima, que són generalment més humits, especialment entre maig i octubre.

## Vegeu també

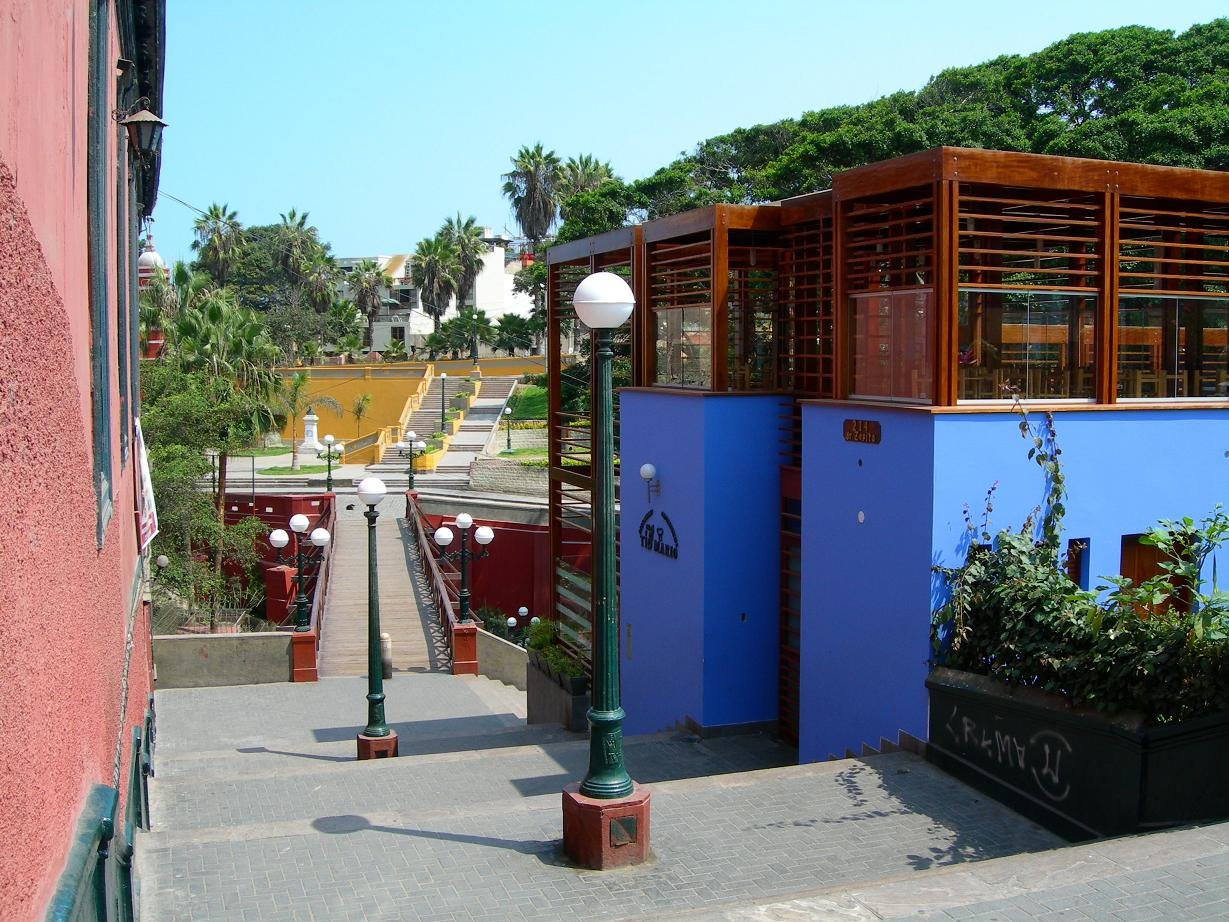
Puente de los Suspiros.
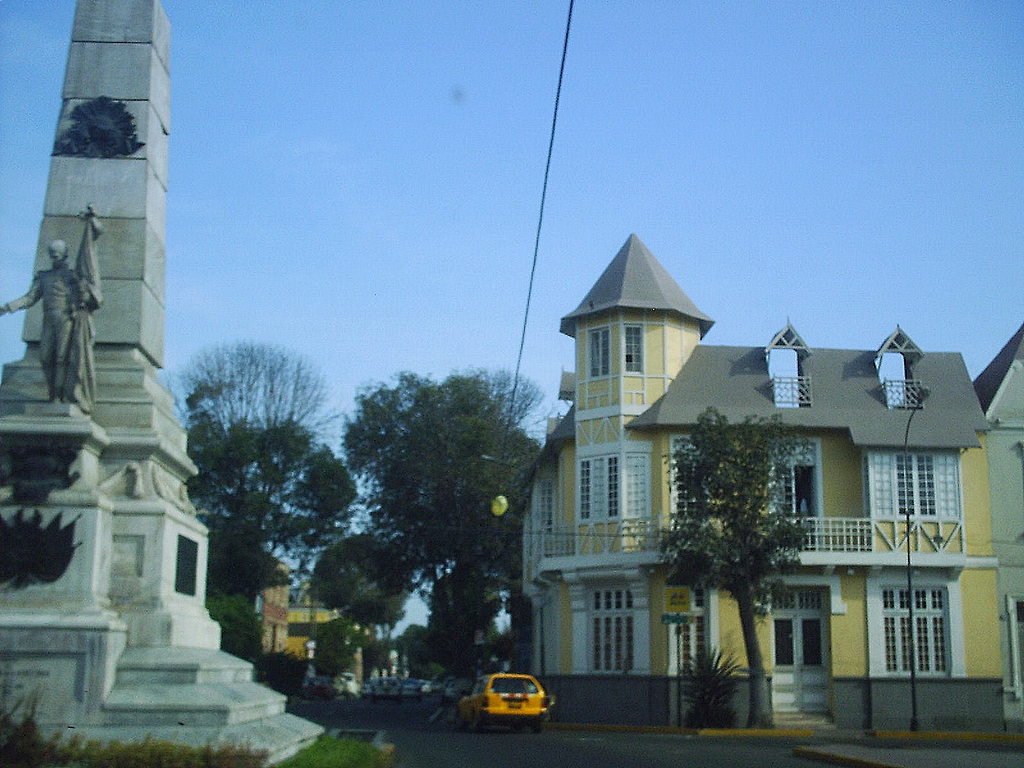
Obelisc.
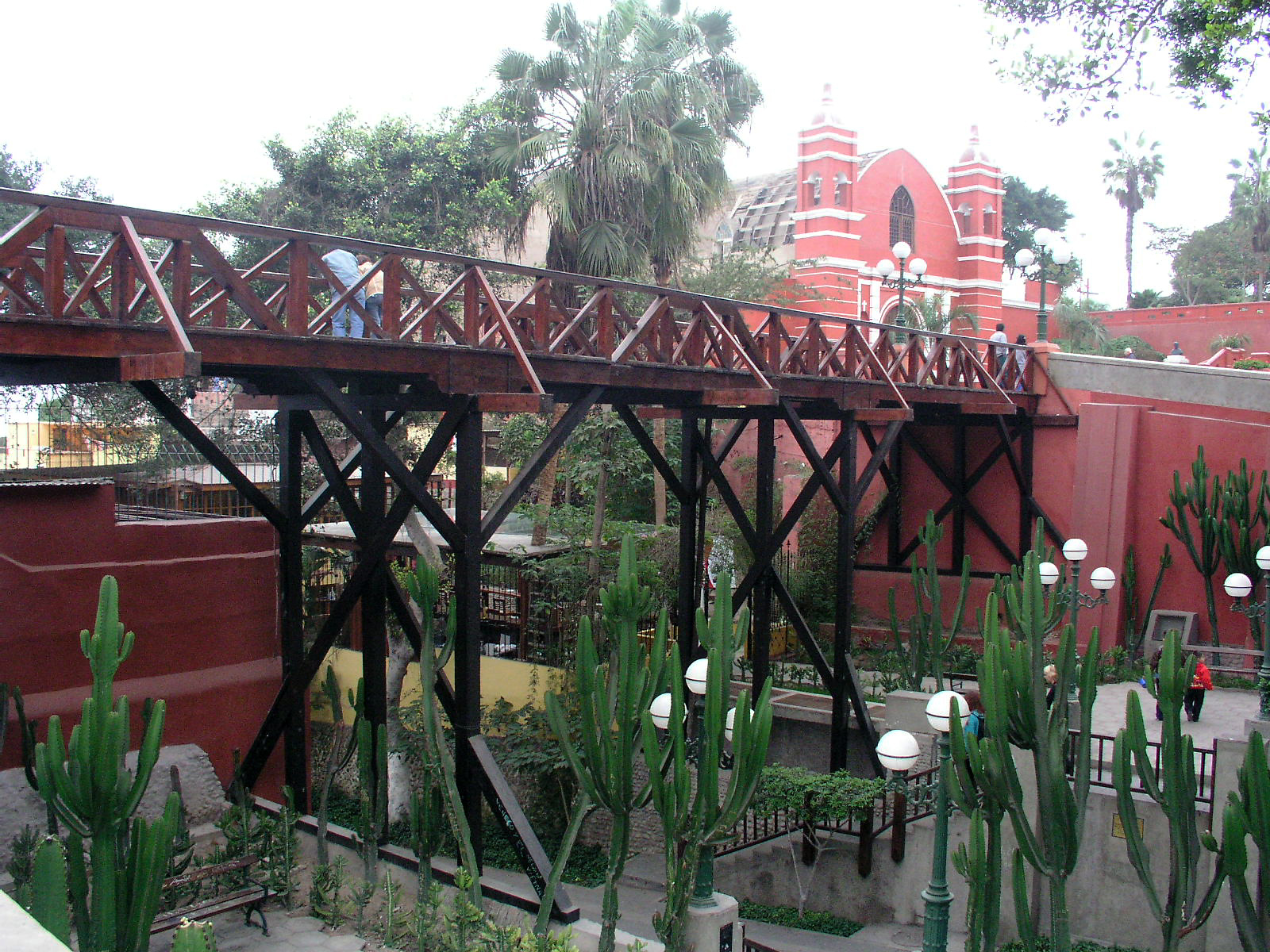
Puente de los Suspiros
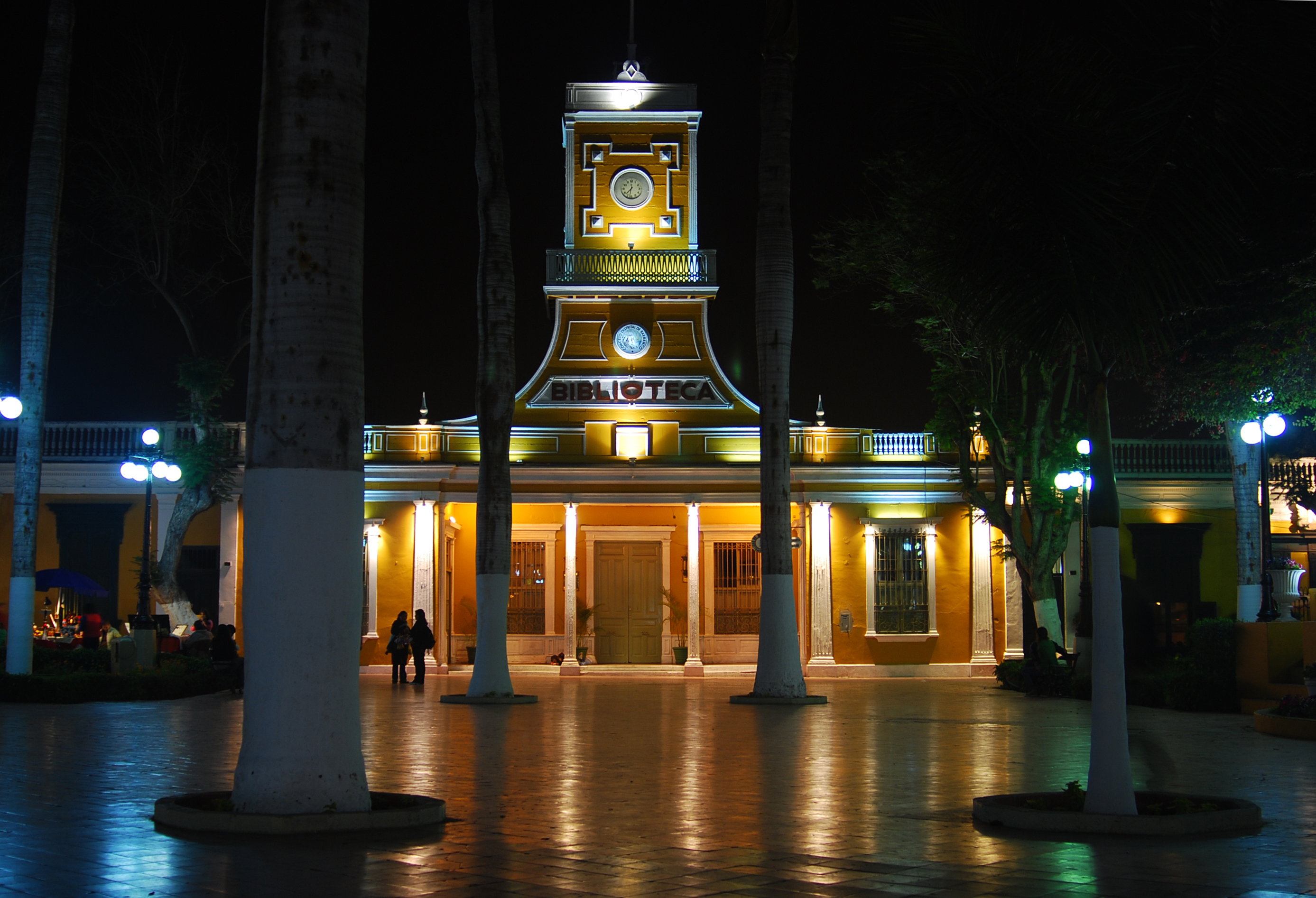
Plaça principal
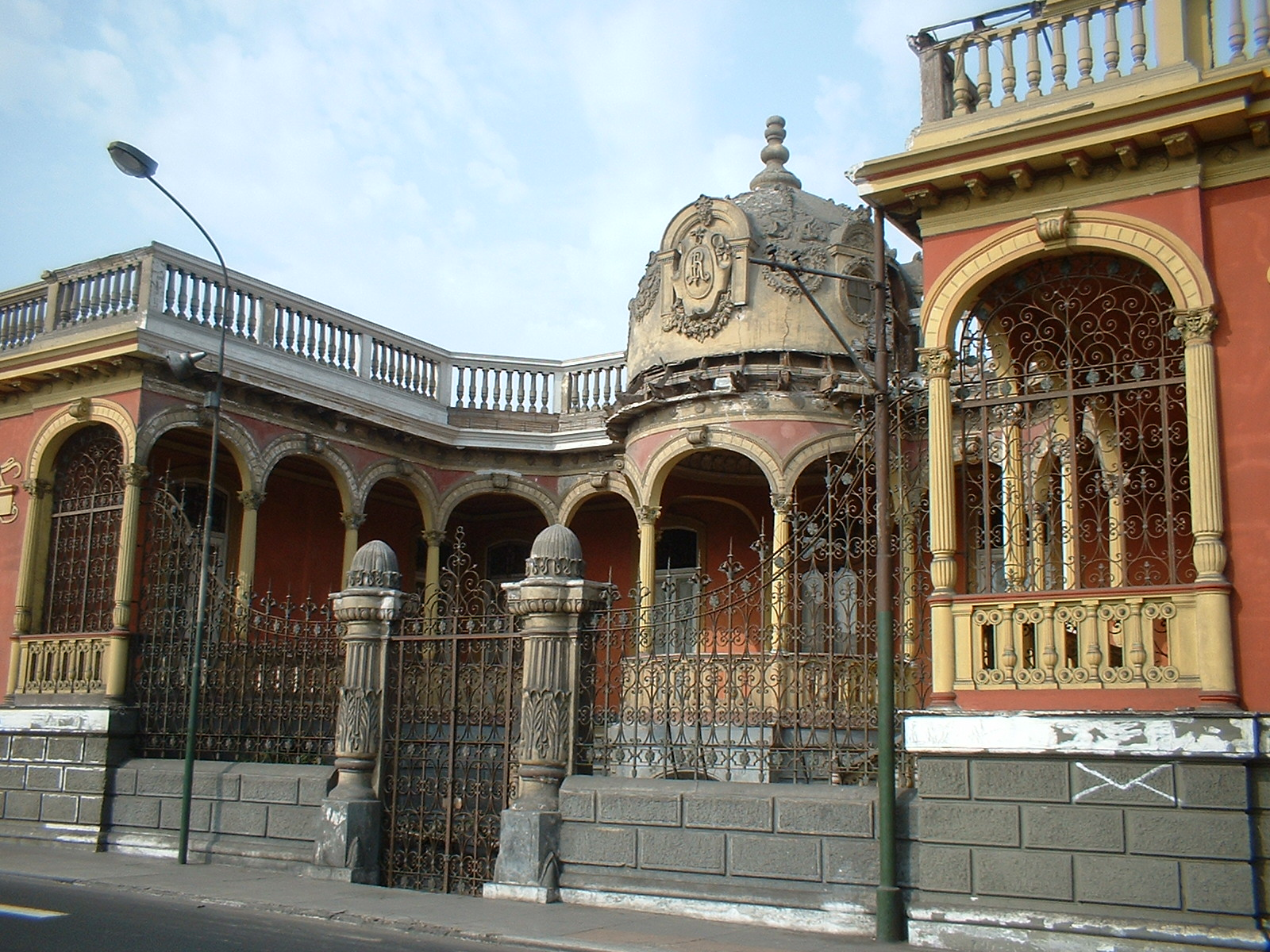
Una casona a Barranco